# كارل غوستاف ماجنوسون
كارل غوستاف ماجنوسون (بالسويدية: Carl Magnusson)‏ هو مصمم صناعي سويدي، ولد في 8 مارس 1940 في مالمو في السويد.